# دالة هاميت للحموضة
دالة حموضة هاميت (H0) هي مقياس لدرجة الحموضة المطبق على المحاليل المركزة جداً للأحماض، بما فيها الأحماض الفائقة. اقترح الكيميائي لويس بلاك هاميت هذا المبدأ في ثلاثينيات القرن العشرين.
تعد هذه الدالة أشهر الدوال المستخدمة من أجل قياس الحموضة بشكل يتجاوز مفهوم pH الملائم للمحاليل المحاليل المائية الممددة. إذ في المحاليل المركزة جداً، لا تكون الصيغ التقريبية مثل تلك الموصوفة في معادلة هندرسون-هاسلبالخ صالحة من أجل التعبير عن درجة الحموضة، بسبب التفاوتات في قيم معاملات الفاعلية.

## التعريف
يمكن استخدام دالة حموضة هاميت H0 عوضاً عن الpH في المحاليل مرتفعة التركيز. تعرّف الدالة وفق المعادلة التالية:
{\displaystyle H_{0}={\mbox{p}}K_{{\ce {BH^+}}}+\log {\frac {{\ce {[B]}}}{{\ce {[BH^+]}}}}}